# Magyarország az 1976. évi téli olimpiai játékokon
Magyarország az ausztriai Innsbruckban megrendezett 1976. évi téli olimpiai játékok egyik részt vevő nemzete volt. Az országot az olimpián 1 sportágban 3 sportoló képviselte, akik érmet nem szereztek.
A magyar sportolók 1 sportágban összesen 2 olimpiai pontot szereztek. Ez ugyanannyi, mint az előző, szapporói olimpián elért eredmény. A nyitóünnepségen a magyar zászlót a műkorcsolyázó Vajda László vitte.

## További magyar pontszerzők

### 4. helyezettek
Ezen az olimpián a magyar csapat nem szerzett negyedik helyet.

### 5. helyezettek
| Név                             | Sportág     | Versenyszám |
| ------------------------------- | ----------- | ----------- |
| Regőczy Krisztina Sallay András | Műkorcsolya | Jégtánc     |

### 6. helyezettek
Ezen az olimpián a magyar csapat nem szerzett hatodik helyet.

## Eredményesség sportáganként
Az alábbi táblázat összefoglalja a magyar versenyzők szereplését. A sportág neve mögött zárójelben lévő szám jelzi, hogy az adott szakág hány versenyszámában indult magyar sportoló.
Az egyes oszlopokban előforduló legmagasabb érték vagy értékek vastagítással kiemelve.

Az olimpiai pontok számát az alábbiak szerint lehet kiszámolni: 1. hely – 7 pont, 2. hely – 5 pont, 3. hely – 4 pont, 4. hely – 3 pont, 5. hely – 2 pont, 6. hely – 1 pont.
| Sportág         | Helyezések száma | Helyezések száma | Helyezések száma | Helyezések száma | Helyezések száma | Helyezések száma | Olimpiai pont | Indulók száma | Indulók száma | Indulók száma |
| Sportág         |                  |                  |                  | 4.               | 5.               | 6.               | Olimpiai pont | Férfi         | Nő            | Össz.         |
| Műkorcsolya (2) | 0                | 0                | 0                | 0                | 1                | 0                | 2             | 2             | 1             | 3             |
|                 |                  |                  |                  |                  |                  |                  |               |               |               |               |
| Összesen        | 0                | 0                | 0                | 0                | 1                | 0                | 2             | 2             | 1             | 3             |

## Műkorcsolya
| Versenyző    | Versenyszám  | Kötelező elemek   | Kötelező elemek | Rövid program                                                | Rövid program                                                | Kűr               | Kűr     | Összesítés                     | Összesítés                     | Összesítés                     | Összesítés                     | Összesítés                     | Összesítés                     | Összesítés                     | Összesítés                     | Összesítés                     | Összesítés        | Összesítés        | Összesítés  | Összesítés | Összesítés |
| Versenyző    | Versenyszám  | Kötelező elemek   | Kötelező elemek | Rövid program                                                | Rövid program                                                | Kűr               | Kűr     | Helyezési pontszámok bírónként | Helyezési pontszámok bírónként | Helyezési pontszámok bírónként | Helyezési pontszámok bírónként | Helyezési pontszámok bírónként | Helyezési pontszámok bírónként | Helyezési pontszámok bírónként | Helyezési pontszámok bírónként | Helyezési pontszámok bírónként | Több. hely. száma | Több. hely. össz. | Hely. össz. | Pont       | Helyezés   |
| Versenyző    | Versenyszám  | Több. hely. száma | Hely.           | Több. hely. száma                                            | Hely.                                                        | Több. hely. száma | Hely.   | 1                              | 2                              | 3                              | 4                              | 5                              | 6                              | 7                              | 8                              | 9                              | Több. hely. száma | Több. hely. össz. | Hely. össz. | Pont       | Helyezés   |
| ------------ | ------------ | ----------------- | --------------- | ------------------------------------------------------------ | ------------------------------------------------------------ | ----------------- | ------- | ------------------------------ | ------------------------------ | ------------------------------ | ------------------------------ | ------------------------------ | ------------------------------ | ------------------------------ | ------------------------------ | ------------------------------ | ----------------- | ----------------- | ----------- | ---------- | ---------- |
| Vajda László | Férfi egyéni | 6×11+             | 10.             | megbetegedése miatt a kötelező gyakorlatok után visszalépett | megbetegedése miatt a kötelező gyakorlatok után visszalépett | kiesett           | kiesett | kiesett                        | kiesett                        | kiesett                        | kiesett                        | kiesett                        | kiesett                        | kiesett                        | kiesett                        | kiesett                        | kiesett           | kiesett           | kiesett     | kiesett    | kiesett    |

| Versenyző                       | Versenyszám | Kötelező táncok   | Kötelező táncok | Eredeti (original) tánc | Eredeti (original) tánc | Kűr               | Kűr   | Összesítés                     | Összesítés                     | Összesítés                     | Összesítés                     | Összesítés                     | Összesítés                     | Összesítés                     | Összesítés                     | Összesítés                     | Összesítés        | Összesítés        | Összesítés  | Összesítés | Összesítés |
| Versenyző                       | Versenyszám | Kötelező táncok   | Kötelező táncok | Eredeti (original) tánc | Eredeti (original) tánc | Kűr               | Kűr   | Helyezési pontszámok bírónként | Helyezési pontszámok bírónként | Helyezési pontszámok bírónként | Helyezési pontszámok bírónként | Helyezési pontszámok bírónként | Helyezési pontszámok bírónként | Helyezési pontszámok bírónként | Helyezési pontszámok bírónként | Helyezési pontszámok bírónként | Több. hely. száma | Több. hely. össz. | Hely. össz. | Pont       | Helyezés   |
| Versenyző                       | Versenyszám | Több. hely. száma | Hely.           | Több. hely. száma       | Hely.                   | Több. hely. száma | Hely. | 1                              | 2                              | 3                              | 4                              | 5                              | 6                              | 7                              | 8                              | 9                              | Több. hely. száma | Több. hely. össz. | Hely. össz. | Pont       | Helyezés   |
| ------------------------------- | ----------- | ----------------- | --------------- | ----------------------- | ----------------------- | ----------------- | ----- | ------------------------------ | ------------------------------ | ------------------------------ | ------------------------------ | ------------------------------ | ------------------------------ | ------------------------------ | ------------------------------ | ------------------------------ | ----------------- | ----------------- | ----------- | ---------- | ---------- |
| Regőczy Krisztina Sallay András | Jégtánc     | 6×5+              | 5.              | 7×5+                    | 5.                      | 7×5+              | 5.    | 4,0                            | 6,0                            | 5,0                            | 6,5                            | 5,0                            | 5,0                            | 5,0                            | 5,0                            | 7,0                            | 6×5+              | 29,0              | 48,5        | 195,92     | 5.         |